# Fazenda de Seymours Court (Beckington)

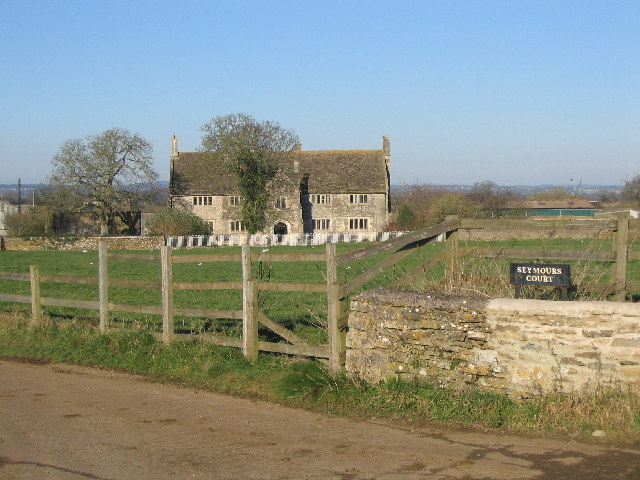
A Fazenda de Seymours Court.

A Fazenda de Seymours Court em Beckington, Somerset, Inglaterra, data do século XV e é um edifício listado como Grau I.
Foi a casa de Thomas Seymour, 1º Barão Seymour de Sudeley, que se casou com a Rainha Catarina Parr.